# Gancanagh
Um gancanagh (/ɡænˈkænə/) (Irlandês: gean cánagh, "Paquerador") também escrito como ganconer, é um homem fada nativo da mitologia norte Irlandesa, conhecido por seduzir mulheres.
O nome foi interpretado por várias pronúnicias, desde Geancánach ou Ganconer, e que a palavra pode também indicar um ser pequeno, tal como um pixie.

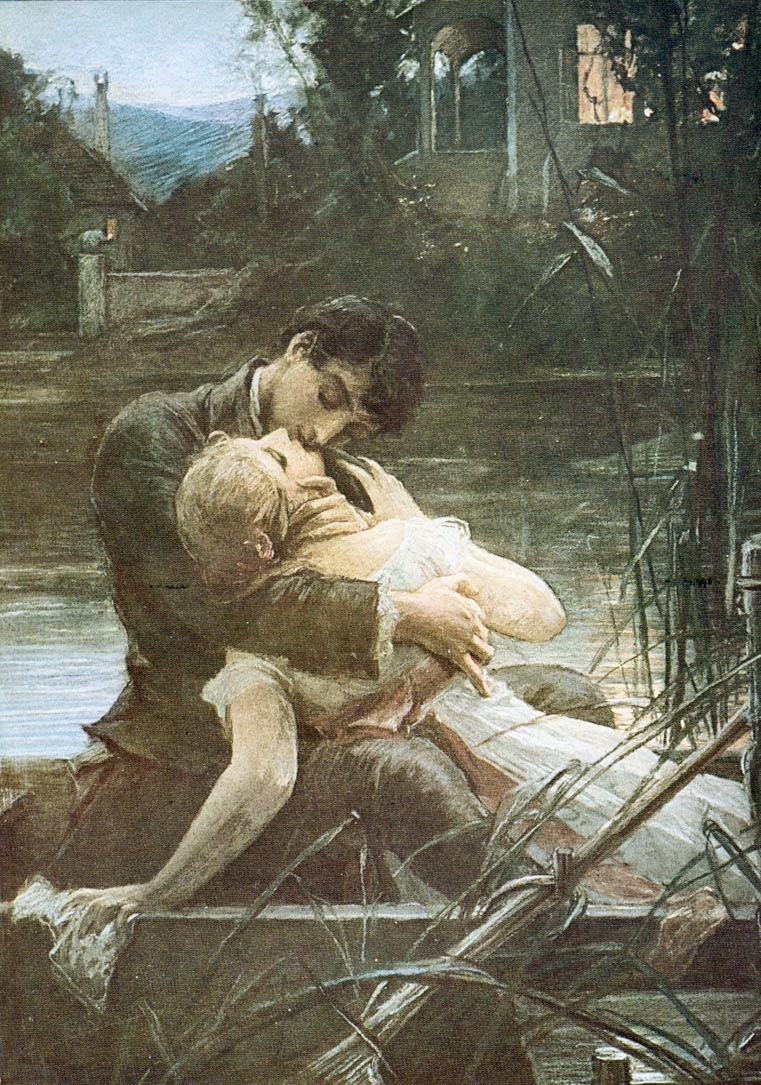
"Nas Alturas (V Rozkvetu)" por Maximilián Pirner (1883-1884)

## Lenda
Á princípio, um ganconer era definido como um tipo de fada; uma raça de homenzinhos que viviam em cavernas (Sidhe). Em outras fontes, eles são comparados com Leprechauns, só que mais preguiçosos, que aparecem em vales solitários fumando um dudeen (um cachimbo de barro curto) e seduziam pastores e leiteiras. Era considerado um mal-agouro, e qualquer homem que gastou seu dinheiro perseguindo mulheres era dito ter encontrado um gancanagh.
Já a poetisa irlandesa Ethna Carbery caracterizou o “Paquerador” como um homem fada atraente e de olhos negros (semelhante à um íncubo), sem uma sombra e acompanhado de uma névoa. Ele seduz donzelas, mas às abandonam para "morrer de amor" logo em seguida. Diz-se que ele é banido pelo sinal da cruz, mas ja é tarde de mais ao ter beijado.